# 磐代
磐代（いわしろ）は、和歌山県日高郡みなべ町にある岩代地区。岩代大梅林で有名で、毎年2月からの梅林開催期間の週末には「夜梅祭」でライトアップされ、「夜にも観梅できる梅林」となっている。